# John Owen (1er baronnet)
Pour les articles homonymes, voir John Owen.
John Owen, 1er baronnet (1776 - 6 février 1861), né John Lord, est un homme politique conservateur britannique (Tory, puis plus tard Parti conservateur) du Pays de Galles. Il siège en tant que député pendant plus de cinquante ans. Sa richesse provient de l'extraction du charbon, mais il utilise l'essentiel de sa fortune à de coûteuses campagnes électorales dans le Pembrokeshire, notamment celles de 1831.

## Jeunesse
Né en 1776, fils de Joseph Lord et de Corbetta Owen, petite-fille de Arthur Owen, troisième baronnet d'Orielton, il fait ses études au Collège d'Eton et à Christ Church, à Oxford. Il épouse à Gretna Green en 1800, Charlotte, fille du révérend John Lewes Philipps de Llwyncrwn, Llangynin. Ils ont un fils et quatre filles :
- Hugh Owen Owen, qui hérite plus tard du titre de baronnet
- Charlotte Owen, mariée en 1819 à John Meares d'Eastington, Pembroke. Elle est décédée le 2 juillet 1852[3]
- Maria Owen, qui en 1830 épouse Edward Marcus White, de Hotham, Yorkshire
- Ellen Owen, qui en 1831 épouse GBJ Jordan de Pigeonsford, Cardiganshire.
- Eliza Owen, qui épouse en 1831, Charles Porcher Lang de Sandrock, Surrey.

Sa première femme est décédée en 1829 et il se remarie le 2 octobre 1830 avec Mary Frances Stephenson, deuxième fille d'Edward Stephenson de Farley Hill, Berkshire. Ils ont trois fils et une fille de ce mariage, dont William, qui est tué à Sébastopol.
Owen est mort à Taynton House, Gloucestershire, en février 1861 et est remplacé dans la baronnie par son fils Hugh Owen Owen.

## Début de carrière politique
Grâce à l'amitié de sa mère avec Anna Owen, mère de Hugh Owen d'Orielton, il hérite du domaine à la mort de Hugh en 1809, aux dépens du plus proche parent. Il change son nom en John Owen en héritant et succède également à Sir Hugh en tant que député pour les arrondissements de Pembroke cette année-là.
À l'élection générale de 1812, il se présente pour le siège du comté de Pembrokeshire, en opposition à Frederick Campbell, l'héritier de Lord Cawdor, dont le domaine à Stackpole est à seulement deux milles d'Orielton. Dans son adresse aux électeurs, Owen déclare qu'il cherche à donner aux électeurs leur "libre choix à l'approche de l'élection pour ce comté". Le scrutin pour l'élection de comté est resté ouvert pendant onze jours et s'avère si coûteux qu'Owen est obligé de lever une hypothèque sur une partie de son domaine. Écrivant à James Graham plusieurs années plus tard, en 1841, Owen admet que ce scrutin marque le début des difficultés financières qui ont gêné sa carrière ultérieure.
À la suite de son succès électoral, quoiqu'avec un coût financier lourd, Owen choisit de siéger pour le comté et occupe ce siège jusqu'en 1841 quand il est élu à la Chambre des communes pour les arrondissements de Pembroke jusqu'à sa mort en 1861, âgé de 84 ans.
Il est fait baronnet le 12 janvier 1813, d'Orielton, Pembrokeshire. À la mort de Lord Milford en 1823, Owen est proposé par Robert Peel (qui est entré aux Communes dans la même année qu'Owen) comme Lord Lieutenant du Pembrokeshire, un poste qu'il occupe de 1824 jusqu'à sa mort. Cela symbolise la prééminence qu'Owen détient à ce moment-là dans la vie publique du comté .

## La crise réformiste et les élections de 1831
Le 23 mars 1831, Owen, avec son fils Hugh Owen Owen, qui représente les arrondissements de Pembroke depuis 1826, vote contre le projet de loi de réforme de Russell à la Chambre des communes. Cela provoque la colère dans sa circonscription parmi les partisans de la réforme. Lorsque le gouvernement tombe peu de temps après, Owen constate qu'il serait opposé à l'élection générale à Robert Fulke Greville, qui est soutenu par Lord Kensington.
Greville publie son programme fin avril, critiquant directement Owen pour son opposition au Reform Bill. Owen cherche à éviter une contestation en indiquant qu'il soutiendrait désormais les propositions de réforme. L'opposition grandit, cependant, et Owen est critiqué à la fois pour sa participation faible aux Communes et le revenu considérable qu'il tire du patronage d'église dans le Pembrokeshire.
Le scrutin se déroule sur plusieurs jours sur un terrain à Prendergast, à la périphérie de Haverfordwest. Les avocats engagés par les deux candidats scrutent le vote et dans son récit du scrutin, David Williams déclare que le résultat a été largement déterminé par l'influence de la noblesse terrienne. Après des scènes chaotiques au scrutin, Owen est déclaré le vainqueur, avec 1949 votes contre 1850 pour son adversaire.
Greville lance immédiatement une pétition contre le résultat et après des procédures longues et coûteuses, le résultat est déclaré nul et une nouvelle élection a lieu en octobre. Le nombre de votes est de plusieurs centaines de voix inférieur à celui du début de l'année mais Owen est de nouveau élu par une petite majorité, 1531 voix contre 1423 pour Greville.
Les élections sont coûteuses pour Owen et le domaine Orielton et au début des années 1840, lui et son fils sont obligés de rester loin du Pembrokeshire pour échapper à leurs créanciers. Le domaine est vendu dans les années 1850, pour payer les dettes.

## Carrière politique ultérieure
En 1836, John Owen se bat en duel à Gumfreston Hall près de Tenby avec William Richards, un ancien maire de la ville qui est grièvement blessé dans l'événement. Mené avec des pistolets, c'est le dernier duel connu à avoir eu lieu au Pays de Galles.
Il prend également un bail sur une propriété en Australie en 1838, mais ne l'a jamais visité.
En 1841, il est obligé d'abandonner le siège qu'il occupe depuis 1812 et de se présenter dans l'arrondissement de Pembroke. Il est opposé à un candidat libéral, JN Child, mais aussi, bizarrement, à son propre fils. Il semble que la candidature de Hugh résulte des doutes exprimés quant à savoir si John a la qualification de propriété requise pour représenter les arrondissements et que si cela s'avérait être le cas, Hugh prendrait sa place. Il occupe le siège jusqu'à sa mort.
La richesse de la famille provient de l'extraction du charbon. Le charbon du sud du Pays de Galles est important au début de la révolution industrielle. Ses mines de charbon subissent des catastrophes notables, avec de nombreux décès: une explosion en 1830 et une inondation en 1844 .
Après une longue carrière en tant que conservateur, notamment son opposition à la réforme en 1831, Owen rejoint les rangs libéraux plus tard dans sa vie. Il s'oppose au projet de loi de réforme de Derby en 1859 et quelques semaines avant sa mort, son fils et héritier se présente pour le comté de Pembrokeshire en tant que candidat libéral.

## Grande maison
Owen construit une maison de campagne sur la rivière, avec un quai substantiel pour les bateaux à charbon. Il la nomme « Landshipping House » d'après sa mine du même nom. C'est un manoir à créneaux impressionnant, imitant le château de Picton de l'autre côté de la Cleddau orientale. Cependant, les dettes contractées en se présentant au Parlement et les pertes causées par l'inondation dans l'une de ses mines de charbon l'obligent à vendre la maison pour éviter la faillite. L'inondation de Garden Pit le 14 février 1844 tue 40 mineurs, dont certains sont probablement des femmes - malgré l'adoption deux ans plus tôt de la loi sur les mines et les charbonnières, qui interdit aux femmes et aux filles (et aux garçons de moins de dix ans) de travailler sous terre. La vente a lieu en 1857 dans l'un des cafés qui servaient de lieux d'affaires sur Exchange Alley dans la ville de Londres.
La maison tombe en ruine et est abandonnée pendant environ un siècle, avant d'être achetée et restaurée par un homme de la région qui connaissait le bâtiment depuis son enfance. L'histoire de la maison et de sa restauration est évoquée dans Restoration Home, une émission de la BBC diffusée en août 2011. L'historien de l'architecture Kieran Long et l'historienne sociale Kate Williams ont effectué des recherches et présenté une partie du contexte sur les Owens et leur maison.
Elle est aujourd'hui connue sous le nom de "Big House".